# Notiothops huaquen
Notiothops huaquen är en spindelart som beskrevs av Platnick, Grismado och Ramírez 1999. Notiothops huaquen ingår i släktet Notiothops och familjen Palpimanidae. Inga underarter finns listade i Catalogue of Life.